# Старые Кузьмёнки

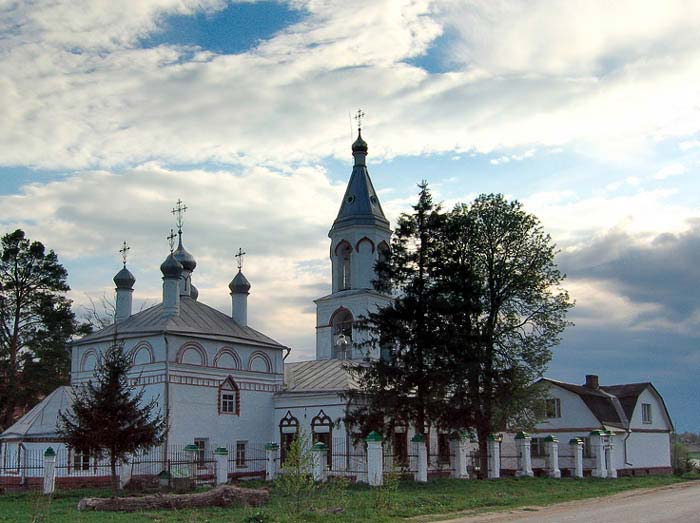
Успенская церковь в Старых Кузьмёнках

Старые Кузьмёнки — деревня в городском округе Серпухов Московской области России.
Расположена примерно в 15 километрах (по шоссе) на север от Серпухова, на безымянном левом притоке реки Нары, на автодороге Крым, высота центра деревни — 168 метров над уровнем моря.
На 2016 год в деревне зарегистрировано четыре садоводческих товарищества. Старые Кузьмёнки связаны автобусным сообщением с окружным центром и соседними населёнными пунктами.
С 1994 по 2006 год входила в состав Васильевского сельского округа, с 2006 по 2018 год — в состав сельского поселения Васильевское Серпуховского района.

## Население
| 2002 | 2006 | 2010 |
| ---- | ---- | ---- |
| 84   | ↗107 | ↗142 |